# Sikorsky SH-60 Seahawk
Sikorsky SH-60/MH-60 Seahawk (ili Sea Hawk) je višenamjenski mornarički helikopter s dva turboosovinska motora, projektiran za potrebe Ratne mornarice SAD-a na osnovi helikoptera UH-60 Black Hawk i drugih helikoptera iz obitelji Sikorsky S-70.
Američka ratna mornarica koristi platformu H-60 za modele oznake SH-60B, SH-60F, HH-60H, MH-60R, i MH-60S.

## Inačice
- YSH-60B Seahawk: razvojna inačica, dovela do SH-60B.[1]
- SH-60B Seahawk
- NSH-60B Seahawk: trajno konfiguriran za letačko testiranje.[1]
- SH-60F Oceanhawk
- NSH-60F Seahawk: modificirana inačica SH-60F kao potpora Programu poboljšanja pilotske kabine VH-60N.[1]
- HH-60H Rescue Hawk
- YSH-60R Seahawk:
- MH-60R Seahawk
- YCH-60S "Knighthawk"
- MH-60S "Knighthawk"
- Sikorsky S-70B: Sikorskyjeva oznaka za Seahawk. Oznaka često korištena za izvoz.

## Tehničke karakteristike (SH-60B)
Osnovne karakteristike
- posada: 3-4
- dužina: 19,75 m
- promjer rotora: 16,35 m

Letne karakteristike
- najveća brzina: 333 km/h
- dolet: 834 km
- brzina penjanja: 8,38 m/s
- najveća visina leta: 3.580 m
- motor: 2× General Electric T700-GE-401C turboosovinska motora

## Vanjske poveznice
|  | Zajednički poslužitelj ima još gradiva o temi SH-60 Seahawk |

- Seahawk na stranicama proizvođača  Arhivirana inačica izvorne stranice od 2. srpnja 2008. (Wayback Machine)